# Paul et Virginie (film)
Pour les articles homonymes, voir Paul et Virginie (homonymie).

Paul et Virginie est un film français réalisé par Robert Péguy, sorti en 1924.

## Synopsis
Le film est une adaptation du roman Paul et Virginie de Bernardin de Saint-Pierre.

## Fiche technique
- Réalisation : Robert Péguy
- Scénario : d'après Bernardin de Saint-Pierre
- Production : 	Compagnie Mauricienne du Bon Film
- Directeur de la photographie : Gaston Grimault, Maurice Hennebains, Marcel Eywinger[1]
- Genre : Drame
- Date de sortie : 1924

## Distribution
- Jean Bradin
- Simone Jacquemin
- Jeanne Bérangère
- Camille Beuve
- Gaston Norès